# Крус, Освальдо
Освальдо Эктор Крус (исп. Osvaldo Héctor Cruz; 29 мая 1931, Авельянеда, Буэнос-Айрес — 20 марта 2023) — аргентинский футболист, полузащитник.

## Клубная карьера
Освальдо Крус начинал свою футбольную карьеру  и провёл большую её часть в команде «Индепендьенте». В 1960 году Крус перешёл в бразильский «Палмейрас», в его составе он выиграл кубок Бразилии в том же году. В 1962-м Перес перешёл в чилийский «Унион Эспаньола».

## Международная карьера
Освальдо Крус попал в состав сборной Аргентины на Чемпионат мира 1958 года. Из трёх матчей Аргентины на турнире Крус сыграл в двух: в первой игре группового турнира против сборных ФРГ и в последней — против Чехословакии.

## Достижения
Палмейрас
- Кубок Бразилии по футболу (1): 1960 (победитель)